# Verbale Rating-Skala
Eine verbale Rating-Skala (VRS) ist in den empirischen Sozialwissenschaften eine idealerweise äquidistant skalierte deskriptive Rating-Skala, deren Beschriftungen („Marken“) durch Worte oder Begriffsgruppen repräsentiert werden. Dabei beschreiben die skalierenden Worte oder Begriffsgruppen Abschnitte einer Skala, die als Intervallskala aufgefasst werden kann.
- Die Beschriftungen „Vanilleeis – Himbeereis – Schokoeis – Waldmeistereis – Pfefferminzeis“ sind demnach keine geeignete Skalenmarkierung für eine verbale Rating-Skala, denn die Begriffe Vanilleeis, Himbeereis etc. sind lediglich nominalskaliert.
- Die Beschriftungen „sehr gerne – ziemlich gerne – weder besonders gerne noch besonders ungern – ziemlich ungern – sehr ungern“ hingegen wären geeignet als Skalen-Marken auf die Testfrage hin, wie gerne jemand z. B. im nächsten Urlaub an die deutsche Ostsee verreisen würde.

## Verbale Rating-Skalen in der Humanmedizin
Ein Beispiel für eine VRS in der Medizin ist die Schmerzskala, wobei entweder durch den Patienten selbst oder einen geschulten Beobachter eine Einstufung eines subjektiven Schmerzempfindens durch Wörter ausgedrückt wird.

## Quantifizierung von Adjektiven und Rating-Skalen
Die Auswertung von Fragebögen verschiedener Wissenschaftsdisziplinen erfordert häufig die Quantifizierung der Ergebnisse, zum Beispiel im Wege einer Umsetzung in Prozentwerte. Dabei ist es von entscheidender Wichtigkeit, dass die verwendeten Ausdrücke von den Probanden „richtig“ verstanden werden. Dies gilt ebenso für den umgekehrten Fall: Wer in einer wissenschaftlichen Arbeit verbalisierte Bewertungen seiner Ergebnisse verwendet („überwiegend heiter“, „geringfügig häufiger“, „weitgehend traditionell“ usw.), der sollte nur Adjektive verwenden, die von den Lesern in gleicher Weise verstanden werden.
Die Endpunkte der Skalen („nie ↔ immer“, „gar nicht ↔ ganz“ usw.) sind eindeutig und unproblematisch. Wie verschiedene Studien ergaben, bestehen auch für manche Ausdrücke innerhalb der Skalen relativ einheitliche subjektive Einschätzungen, während andere ziemlich unterschiedlich beurteilt werden. Selbst als „freistehende“ Adjektive – also ohne Zusammenhang mit einer Skala – werden manche Worte von den Mitgliedern einer Sprachgemeinschaft intuitiv in etwa gleich verortet. Dies ist unter anderem von Sprachgebrauch und Sprachkultur abhängig, die sich allerdings im Laufe der Zeit wandeln (Sprachwandel). So hat der Sozialpsychologe Bernd Rohrmann deutliche Verständnisunterschiede schon zwischen den Jahren 1966 und 1976 festgestellt. Rohrmann und andere Forscher haben ermittelt, welche Worte am besten geeignet sind, um die Ergebnisse von Datenerhebungen aus verbalisierten Skalen zu quantifizieren.
Im Folgenden Beispiele für drei verschieden verwendete Skalen mit entsprechend geeigneten Begriffen – jeweils eine fünfstufige und eine elfstufige. Allerdings gilt grundsätzlich, dass Skalen, die mehr als sieben Stufen enthalten, in der Regel ungeeignet sind.
| 0 %                                     | 10 %                  | 20 %                  | 30 %                  | 40 %         | 50 %         | 60 %         | 70 %                | 80 %                | 90 %                | 100 %  |
| --------------------------------------- | --------------------- | --------------------- | --------------------- | ------------ | ------------ | ------------ | ------------------- | ------------------- | ------------------- | ------ |
| H ä u f i g k e i t e n                 |                       |                       |                       |              |              |              |                     |                     |                     |        |
| nie                                     | selten                | selten                | selten                | gelegentlich | gelegentlich | gelegentlich | oft                 | oft                 | oft                 | immer  |
| nie                                     | kaum                  | selten                | gering                | mäßig        | mittel       | deutlich     | überwiegend         | oft                 | größtenteils        | immer  |
| I n t e n s i t ä t e n                 |                       |                       |                       |              |              |              |                     |                     |                     |        |
| ohne                                    | schwach               | schwach               | schwach               | mittelmäßig  | mittelmäßig  | mittelmäßig  | stark               | stark               | stark               | voll   |
| ohne                                    | sehr schwach          | schwach               | relativ schwach       | einigermaßen | mittelmäßig  | überwiegend  | relativ stark       | stark               | sehr stark          | voll   |
| W a h r s c h e i n l i c h k e i t e n |                       |                       |                       |              |              |              |                     |                     |                     |        |
| unmöglich                               | eher unwahrscheinlich | eher unwahrscheinlich | eher unwahrscheinlich | vielleicht   | vielleicht   | vielleicht   | eher wahrscheinlich | eher wahrscheinlich | eher wahrscheinlich | sicher |
| unmöglich                               | höchst unwahrsch.     | unwahrsch.            | eher unwahrsch.       | eventuell    | vielleicht   | möglich      | eher wahrsch.       | wahrsch.            | höchst wahrsch.     | sicher |